# Лир, Жак ван
Жак ван Лир (фр. Jacques нидерл. van Lier; 24 апреля 1875 года, Гаага — 25 февраля 1951 года, Ангмеринг, район Аран, Великобритания) — нидерландский виолончелист.
Учился у Оскара Эберле (старшего) и Жака Хартога. Жил и работал в Берлине, вёл класс камерного ансамбля в Консерватории Клиндворта-Шарвенки, выступал в составе струнного квартета под руководством Хуго Хеермана и в составе фортепианного Голландского трио (1899—1910, с пианистом Кунрадом Босом и скрипачом Йозефом ван Веном). Среди аккомпаниаторов ван Лира был юный Отто Клемперер.
Интересовался музыкой XVIII века и ранее: записал Менуэт для виолончели и клавира Кристофа Виллибальда Глюка (1921, запись включена в известную антологию виолончельных записей «The Recorded Cello», 1993), другие записи ван Лира, одобренные журналом Gramophone, включают совершенно забытых композиторов Маццано и Флорембасси. Подготовил для миланского издательства Ricordi сборник «Двенадцать старинных арий» (итал. 12 arie antiche; 1929) в собственных переложениях для виолончели и фортепиано, редактировал одно из венских изданий Шести сонат для виолончели соло Иоганна Себастьяна Баха.
Лиру посвящён струнный квартет Op. 120 Филиппа Шарвенки.
В 1939 г. бежал из Германии в Великобританию.